# Uomini ad alta tensione
Uomini ad alta tensione (Power & Ice) è un reality televisivo statunitense trasmesso da History. La serie è ambientata in Alaska, dove un gruppo di uomini rischiano ogni giorno la vita, per cercare di portare l'elettricità nelle case di questo gelido Stato federato degli Stati Uniti. In Italia, la serie è stata trasmessa ogni mercoledì, a partire dal 29 marzo 2017 alle 21:50.

## Episodi
| Nº | Titolo | Titolo originale   | Prima TV USA      | Prima TV Italia |
| -- | ------ | ------------------ | ----------------- | --------------- |
| 1  |        | The Avalanche      | 27 agosto 2015    | 29 marzo 2017   |
| 2  |        | Bombs Away         | 3 settembre 2015  | 5 aprile 2017   |
| 3  |        | Thin Ice           | 10 settembre 2015 | 12 aprile 2017  |
| 4  |        | Power Down         | 17 settembre 2015 | 19 aprile 2017  |
| 5  |        | The Bear           | 24 settembre 2015 | 26 aprile 2017  |
| 6  |        | Web of Hell        | 1º ottobre 2015   | 3 maggio 2017   |
| 7  |        | Fallen Giants      | 8 ottobre 2015    | 10 maggio 2017  |
| 8  |        | Down for the Count | 14 ottobre 2015   | 17 maggio 2017  |